# Amazonides ikondae
Amazonides ikondae là một loài bướm đêm trong họ Noctuidae.